# 태풍 올가 (1999년)
태풍 올가(태풍번호: 9907, JTWC 지정 번호: 11W, 국제명: OLGA)는 1999년 8월 3일에 한반도를 강타한 태풍이다. 7월 31일부터 중부지방에 내린 집중호우로 피해가 엄청났을 때 북상했다. 특히, 제주도 서쪽 해안을 지나 서해안을 따라 북상하면서 제주도와, 호남, 충남, 서울, 경기, 인천 등 대한민국 전역에 피해를 입혔다. 태풍 올가는 서해상을 관통한 뒤 북한 황해도에 상륙한 이후 북한 내륙을 관통해 4일 압록강 부근에서 소멸했다. 태풍 올가로 제주도 어리목에는 568 mm의 폭우가 내렸고, 순간 최대 풍속 초속 33 m의 강풍이 기록되었다. 태풍 올가로 인해 67명이 사망 또는 실종되고 1조 490억 원의 재산 피해가 발생하였다.

## 기록
| 순위 | 발생일      | 태풍명        | 재산 피해액 (억원) |
| ---- | ----------- | ------------- | ------------------ |
| 1위  | 0215        | 루사          | 51,479             |
| 2위  | 0314        | 매미          | 42,225             |
| 3위  | 0603        | 에위니아      | 18,344             |
| 4위  | 2211        | 힌남노        | 17,978             |
| 5위  | 9907        | 올가          | 10,490             |
| 6위  | 1214 / 1215 | 덴빈 / 볼라벤 | 6,365              |
| 7위  | 9507        | 재니스        | 4,563              |
| 8위  | 8705        | 셀마          | 3,913              |
| 9위  | 1216        | 산바          | 3,657              |
| 10위 | 9809        | 예니          | 2,749              |

| 순위 | 태풍 번호 | 태풍 이름 | 일 최대강수량 | 관측 연월일 | 관측 장소 |
| ---- | --------- | --------- | ------------- | ----------- | --------- |
| 1위  | 0215      | 루사      | 870.5mm       | 2002/8/31   | 강릉      |
| 2위  | 1918      | 미탁      | 556.9mm       | 2019/10/3   | 울진      |
| 3위  | 8118      | 아그네스  | 547.4mm       | 1981/9/2    | 장흥      |
| 4위  | 9809      | 예니      | 516.4mm       | 1998/9/30   | 포항      |
| 5위  | 9112      | 글래디스  | 439.0mm       | 1991/8/23   | 부산      |
| 6위  | 0711      | 나리      | 420.0mm       | 2007/9/16   | 제주      |
| 7위  | 0314      | 매미      | 410.0mm       | 2003/9/12   | 남해      |
| 8위  | 7214      | 베티      | 407.5mm       | 1972/8/20   | 해남      |
| 9위  | 7119      | 올리브    | 390.8mm       | 1971/8/5    | 삼척      |
| 10위 | 9907      | 올가      | 377.5mm       | 1999/8/1    | 동두천    |

## 같이 보기
- 열대폭풍 올가
- 1999년 태풍